# Cambridge United FC
Cambridge United FC är en engelsk professionell fotbollsklubb i Cambridge, grundad 1912. Hemmamatcherna spelas på Abbey Stadium. Smeknamnet är The U's. Klubben spelar sedan säsongen 2021/2022 i League One.

## Historia

Klubbens ligaplaceringar från och med 1970.

Klubben grundades 1912 under namnet Abbey United FC, men namnet ändrades 1951 till Cambridge United FC. 1970 valdes klubben in i The Football League och ersatte då Bradford Park Avenue.
Säsongen 1991/92 nådde Cambridge sin högsta ligaplacering med en femteplats i näst högsta divisionen Second Division.
Efter nio säsonger i Football Conference lyckades man 2014 via ett lyckosamt playoffspel ta sig tillbaka till League Two. Säsongen 2013/14 vann även Cambridge FA Trophy, cupturneringen för klubbar mellan nivå 5 och 8 i Englands ligasystem för fotboll.
Säsongen 2020/2021 blev Cambridge United uppflyttade till League One.

## Meriter

### Liga
- The Championship eller motsvarande (nivå 2): Femma 1991/92 (högsta ligaplacering)
- League One eller motsvarande (nivå 3): Mästare 1990/91
- League Two eller motsvarande (nivå 4): Mästare 1976/77
- Southern Football League: Mästare 1968/69, 1969/70

### Cup
- FA Trophy: Mästare 2013/14
- Southern Football League Cup: Mästare 1961/62, 1964/65, 1968/69

## Spelare

### Spelartrupp
| 1  | England | Jack Stevens | 2 augusti 1997   | Oxford United (-23) |
| 13 | England | James Holden | 4 september 2001 | Reading (-22)       |
| 25 | England | Will Mannion | 5 maj 1998       | Pafos (-21)         |

| 2  | England | Liam Bennett     | 30 november 2001 | St. Neots Town (-21)    |
| 3  | England | Danny Andrew     | 23 december 1990 | Fleetwood Town (-23)    |
| 5  | England | Michael Morrison | 3 mars 1988      | Portsmouth (-23)        |
| 6  | England | Ryan Bennett     | 6 mars 1990      | Swansea City (-23)      |
| 11 | England | Harrison Dunk    | 25 oktober 1990  | Bromley (-11)           |
| 15 | England | Jubril Okedina   | 26 oktober 2000  | Tottenham Hotspur (-21) |
| 16 | England | Zeno Ibsen Rossi | 28 oktober 2000  | Bournemouth (-22)       |

| 4  | England | Paul Digby      | 2 februari 1995  | Stevenage (-20)           |
| 7  | England | James Brophy    | 25 juli 1994     | Leyton Orient (-21)       |
| 8  | Wales   | George Thomas   | 24 mars 1997     | Queens Park Rangers (-23) |
| 10 | England | Jack Lankester  | 19 januari 2000  | Ipswich Town (-21)        |
| 19 | England | Adam May        | 6 december 1997  | Portsmouth (-20)          |
| 22 | England | Lewis Simper    | 3 september 2001 | Cambridge United FC       |
| 24 | Jamaica | Jordan Cousins  | 6 mars 1994      | Wigan Athletic (-23)      |
| 30 | Irland  | Glenn McConnell | 26 april 2005    | Cambridge United FC       |
| 35 | England | Kai Yearn       | 21 maj 2005      | Cambridge United FC       |

| 9  | England        | Fejiri Okenabirhie | 25 februari 1996 | Doncaster Rovers (-22)   |
| 14 | Sierra Leone   | Sullay Kaikai      | 26 augusti 1995  | Milton Keynes Dons (-23) |
| 17 | England        | Saikou Janneh      | 11 januari 2000  | Bristol City (-22)       |
| 21 | Kongo-Kinshasa | Elias Kachunga     | 22 april 1992    | Bolton Wanderers (-23)   |
| 23 | Marocko        | Gassan Ahadme      | 17 november 2000 | Ipswich Town (-23)       |
| 27 | England        | John-Kymani Gordon | 13 februari 2003 | Crystal Palace (-23)     |

Not: Spelare i kursiv stil är inlånade.

### Utlånade spelare
| Nr | Land | Pos | Namn |
| -- | ---- | --- | ---- |